# La Cité rose
Pour plus de détails, voir Fiche technique et Distribution.
La Cité rose est une comédie dramatique française réalisée par Julien Abraham, sortie le 27 mars 2013 au cinéma.

## Synopsis
Le héros de ce film est un garçon de douze ans appelé Mitraillette. Il vit dans une cité appelée la Cité rose à laquelle il attache beaucoup d'importance. Il est fidèle à sa famille, à ses amis  et rêve de sortir avec Océane, la plus belle fille de son collège. Son destin se retrouve lié à celui d'Isma, son cousin, seize ans, qui admire un truand du quartier Narcisse et se met à travailler pour lui. Son destin est aussi lié à celui de Djibril, son cousin, vingt-deux ans, qui rêve de devenir avocat.

## Fiche technique
- Titre original : La Cité rose[1]
- Réalisation : Julien Abraham
- Scénario : Julien Abraham, Zackarya Dk et Jimmy Laporal-Trésor
- Décors : Éva Van Haastrecht
- Costumes : Anne-Marie Giacalone
- Photographie : Julien Meurice
- Son : Olivier Le Vacon
- Montage : Scott Stevenson
- Superviseur musical : Pascal Mayer
- Musique : Soprano, Amadou & Mariam feat. Manu Chao, Best Coast, Ane Brun, Laurent Casano, Cesária Évora,Charles Bradley, Romain Benabdelkader, Greg Foli, The Stormz
- Production : Nicolas Blanc ; Kwami Abidonou, Thibault Abraham et Sadia Diawara {coproduction)
- Société de distribution : UGC Distribution
- Pays d'origine :  France
- Langue originale : français
- Genre : comédie dramatique
- Durée : 97 minutes
- Date de sortie :  France : 27 mars 2013

## Distribution
- Azize Diabaté Abdoulaye : Mitraillette
- Idrissa Diabaté : Isma
- Ismael Ouazzani Ibrahimi : La Crête
- Zouher Rahim : Nordine
- Anaïs Begue : Océane
- Ibrahim Koma : Djibril
- Juliette Lamboley : Lola
- David Ribeiro : Narcisse
- Steve Tran : Manu
- Mahamadou Coulibaly : Mas
- Mohad Sanou : Daouda
- Arben Bajraktaraj : Gitan
- Diouc Koma : Cheveux
- Nordine Aidi : Labraise
- Ousmane Diedhiou : Karkasse
- Martin Pautard : Jo
- Neva Kehouane : France-Lise
- Marie-Philomène Nga : Mariama
- Hammou Graïa : Aziz
- Prudence Mouvi : Goungo
- Aude Konan : Djeneba
- Patrice Guillain : Jacquot
- Patrick Kodjo Topou : Emile
- Boris Rehlinger : Jean-Michel
- Virginie Soler Kremer : Madame Lyon
- Justine Champouret : Gabriela, l'amie de Mitraillette
- Melissa de Lacaze : Mata
- Briac Pachot : Justin
- José Exposito : Proviseur Sandoza
- Samba Gassama : Tchoum
- Kamel Elmorabet : Chewing-Gum
- Catherine Batnguele et Méline Barbier : Femmes traditionnelles
- Dominique Isnard : Linda
- Lisa Masker : Sabrina
- Yao Metsoko : Oncle Khomassi
- Ivan Cori : Loïc
- Foulane Kanoute : Petit teigneux
- Jimmy Laporal-Trésor : L'ingénieur du son
- Miloud Brak : Farouk
- Myriam Ajar Kerkour : L'assistante
- Kalypha Doumbouya : Professeur de sport
- Patrick Bonnel : Maître Constant
- Julie Bargeton : L'attachée de presse
- Almamy Kanoute : Mams

## Production

### Développement
La Cité rose est le premier film réalisé par Julien Abraham , ce qui était à l'origine un projet de série de treize épisodes de vingt-six minutes.
Les auteurs ont bénéficié des conseils de Nicolas Peufaillit et de Hélène Tolède-Couronne.

### Tournage
Un pilote de vingt-six minutes a été tourné lors de l'été 2008. Les acteurs du pilote ont conservé leur rôle dans la version long-métrage. Le film a été tourné durant l'été 2011.
Les scènes du film ont été filmées à Pierrefitte-sur-Seine, à Sarcelles, à Noisy-le-sec, à Soisy-sous-Montmorency, à Stains, à Bobigny et à Paris.

## Distinction
- Festival de Sarlat 2012, sélection Tour du monde[4] (hors concours)
- Festival du film de Giffoni 2013, prix La Bottega Digitale[5] sous le titre Asphalt Playground
- Festival International du Film de Gijon[6] 2013, Prix du Meilleur Film dans la catégorie "Enfants terribles" sous le titre Asphalt Playground
- International Film Festival for Children and Young Audience 2013[6], ECFA  Award sous le titre Asphalt Playground
- Festival Régional et International du Cinéma de Guadeloupe[7] 2014, Grand Prix du FEMI